# FC 비소치나 이흘라바
FC 비소치나 이흘라바(FC Vysočina Jihlava)는 이흘라바를 연고지로 하는 체코의 프로 축구 클럽이다. 1948년 PAL 이흘라바 (PAL Jihlava)라는 이름으로 처음 창단되었으며, 현재 체코 최상위 리그인 체코 1부 리그에 소속되어 있다.

## 선수 명단

### 현역
참고: FIFA 자격 규정에 따라 소속된 국가대표팀 국기를 표시합니다. 선수는 복수의 FIFA 비회원국 국적을 가지고 있을 수 있습니다.
| 번호 | 포지션 | 국적       | 이름              |
| ---- | ------ | ---------- | ----------------- |
| 1    | GK     | 슬로바키아 | 이반 크라이치리크 |
| 21   | FW     | 슬로바키아 | 루카스 레테나이   |

| 번호 | 포지션 | 국적 | 이름 |
| ---- | ------ | ---- | ---- |